# فرانك هاغرتي
فرانك هاغرتي (بالإنجليزية: Frank Haggerty)‏ هو مدرب كرة سلة أمريكي، ولد في 1876، وتوفي في 19 سبتمبر 1962 في شيكاغو في الولايات المتحدة بسبب سرطان.

## وصلات خارجية
- فرانك هاغرتي على موقع كلية كرة السلة في سبورتس رفرنس.كوم (الإنجليزية)